# Jason Shaw
Jason M. Shaw (nacido el 4 de noviembre de 1973 en Chicago, Illinois, Estados Unidos) es un modelo y actor estadounidense.
Es un modelo superior de la moda masculina, que fue el icono de la marca de moda Tommy Hilfiger desde 1998 hasta 2003. Shaw se graduó de la Universidad de Chicago en 1995 con un título en Historia, donde era miembro del equipo de baloncesto. Jason rápidamente se mudó a Nueva York, y firmó con William Models. También firmó con Public Image Worldwide, Nous Model Managemente en Los Ángeles, Why Not Model Agency en Milán, Italia, y Seccess Models en París, Francia. Jason también ha modelado para Iceberg, Karl Lagerfeld, y Lord & Taylor.
Jason también es actor. Apareció tres veces en la comedia sobrenatural Charmed como la cita de Piper Halliwell, Greg. Los episodios fueron "Chris-Crossed", "I Dream of Phoebe" y "The Last Temptation of Christy". También apareció en la película directa a DVD The Hillz. Jason es miembro de la Fraternidad Alfa Pi Kappa. Su padre, John C. Shaw es el expresidente de Jefferies & Co.